# Abraxas melanoneura
Abraxas melanoneura är en fjärilsart som beskrevs av Edward Alfred Cockayne 1951. Abraxas melanoneura ingår i släktet Abraxas och familjen mätare. Inga underarter finns listade i Catalogue of Life.